# Сражение при Виченце
Сражение при Виченце (нем. Schlacht von Vicenza) произошло во время Первой войны за объединение Италии. 10 июня 1848 года австрийские войска фельдмаршала Йозефа Радецкого атаковали Виченцу, которую защищали добровольцы и солдаты бывшей папской армии под командованием генерала Джованни Дурандо, и захватили её.
После поражения при Гойто 30 мая Радецкий, вместо того чтобы отступить в Верону, 5 июня двинулся из Мантуи на Виченцу, ядро итальянского сопротивления за четырёхугольником крепостей. Он стремился, с одной стороны, обеспечить свою коммуникационную линию, а с другой — ослабить разгоравшееся восстание. В ночь на 4 июня австрийцы выступили из Вероны и продолжали движение в следующие дни через Леньяго и Барбарано. Силы включали 1-й и 2-й корпуса и две бригады 3-го корпуса. Австрийцы (30 000 человек и 124 орудий) подошли к Виченце с юга полукольцом, намереваясь занять район холмов Беричи, которые доминируют над городом.
Виченцу защищали бывшие папские войска генерала Джованни Дурандо (Пий IX официально вышел из военных действий) и добровольцы. 2500 человек из этих войск имели задачу защищать холмы Беричи, и вся холмистая местность (включая виллу «Ла-Ротонда») защищалась в общей сложности 4000 человек из 11 000, имевшихся в распоряжении Дурандо.
На рассвете 10 июня австрийские авангарды столкнулись с итальянскими заставами. С востока австрийский 2-й корпус встретил серьёзное сопротивление, но решающий пункт сражения находился к югу от города, недалеко от Ла-Ротонды, на хребте, которой австрийскому 1-му корпусу удалось захватить, заставив римских добровольцев отступить на Вилья-Вальмарана. Австрийцы также захватили железнодорожный мост через Баккильоне и атаковали Порта Монте.
Около 14 часов итальянцы перешли в контратаку, которая провалилась. Таким образом, к 17 часам вечера, несмотря на ввод в бой резервов, защитники были вынуждены отступить в город. Дурандо считал битву проигранной и в 19 часов вечера объявил в прокламации о необходимости капитуляции, хотя многие были против.
В час ночи австрийцы прекратили бомбардировку и, начав переговоры, позволили бывшей папской армии отступить южнее реки По, с обязательством не подымать оружия против Австрии в течение трёх месяцев. На следующий день, 11 июня, около 9000 итальянских солдат покинули Виченцу. Они потеряли 293 человека убитыми и 1655 ранеными. У австрийцев был 141 убитый, 541 раненый и 140 пропавших без вести.
Завоевание Виченцы вывело из Венето войска генерала Дурандо и привело к последующему падению Падуи и Тревизо (13 июня), а затем Пальмановы (24 июня). Овладев Виченцей, Радецкий поспешил вернуться в Верону с 1 корпусом Вратислава, тогда как 2-й корпус д'Аспре остался для подчинения Венецианской области.